# Mamestra blenna
Mamestra blenna är en fjärilsart som beskrevs av Jacob Hübner 1822/24. Mamestra blenna ingår i släktet Mamestra och familjen nattflyn. Inga underarter finns listade i Catalogue of Life.